# Vlaamse Militanten Orde
Le Vlaamse Militanten Orde (« Ordre des Militants flamands » en néerlandais) ou VMO – rebaptisé Vlaamse Militanten Organisatie (« Organisation des militants flamands ») en 1966 – est un ancien groupe d'action nationaliste flamand et plus tard de propagande d'extrême droite en Flandre.
Cette organisation a été fondée en 1949 par la Vlaamse Concentratie (« Concentration flamande »), un groupe d'anciens membres de la Ligue nationale flamande (Vlaamsch Nationaal Verbond, VNV). Par la suite, en 1954, ils fonderont la Volksunie (VU), un parti politique belge. Les liens entre les extrémistes du VMO et la VU s'atténueront à mesure que la ligne politique du parti se déplace vers le centre jusqu'à ce que les liens soient officiellement rompus en octobre 1963.

## Fondation et premières années
Le VMO a été fondée en 1949 par Bob Maes, un militant flamand qui demandait la création d'une Flandre indépendante et l'amnistie pour les criminels de guerre.
Durant les années qui ont suivi la Seconde Guerre mondiale, les nationalistes flamands ont souvent été la cible des rassemblements, des manifestations et d'émeutes anti-nazis en raison de leur attitude anti-belge et parce que l'ensemble du mouvement flamand était discrédité par la collaboration militaire, politique, et économique avec les Allemands durant la Seconde Guerre mondiale. Les nationalistes flamands étaient considérés comme des néonazis et des hors-la-loi. Le VMO a été fondé en tant que force de sécurité contre le lynchage public.
Rapidement, le VMO s'élargira et se transformera en une organisation paramilitaire et accédera une dimension d’État dans l’État[réf. nécessaire]. Les membres armés seront préparés pour le combat et la guerre dans des camps d'entraînement paramilitaires en RFA.
Entre les années 1950 et 1970, le VMO a été fortement critiqué mais la justice belge a néanmoins toléré ses activités. Toutefois, dès le 14 décembre 1953, seize membres du VMO avaient déjà été condamnés pour possession d'armes prohibées et pour coups et blessures infligés à des héros de guerre et à des anciens membres de la résistance. Le VMO lui-même ne fut pas condamné car il était impossible à l'époque de poursuivre un groupe pour des raisons pénales, seuls les particuliers pouvant l'être.
Au cours des années 1960, le VMO se manifesta lors des protestations des mineurs limbourgeois contre la fermeture de la mine Zwartberg. Les membres de l'organisation ainsi que les mineurs protestataires ont essayé de forcer les lignes de la gendarmerie. Il en est résulté de violents affrontements entre manifestants et gendarmes, au cours desquels deux mineurs furent tués.

## Première condamnation
Le 14 juin 1970, le VMO eut à faire face à un procès en raison de violences exercées contre des militants du FDF, qui firent un mort, Jacques Georgin, décédé d'une crise cardiaque, et plusieurs blessés graves,.
Le président du VMO, Bob Maes, décida de dissoudre le VMO afin de protéger ses membres d'éventuelles poursuites. Peu de temps après, Bob Maes a été élu sénateur pour la Volksunie et a commencé à défendre davantage de points de vue modérés.

## Le nouveau VMO
Certains membres du VMO en désaccord avec la dissolution de l'organisation l'ont reconstituée en 1971 sous l'appellation "Vlaamse Militanten Orde" en référence au "Dinaso Militanten Orde". Plusieurs extrémistes flamands, radicaux, néo-fascistes et racistes font partie des membres fondateurs, y compris le suprémaciste blanc Bert Eriksson (en). Le 'nouveau' VMO est vite devenu une garde officieuse du Vlaams Blok, le prédécesseur du Vlaams Belang
Le nouveau VMO a été associé à une série d'attaques contre les immigrés, les Wallons et les gauchistes ainsi qu'à l'organisation de rassemblements internationaux néo-nazis à Dixmude, où les représentants de la Ligue de Saint George et les Parti National pour les Droits des États ont figuré parmi les participants.
Dans les années soixante, le VMO a attiré l'attention internationale en rapatriant les dépouilles d'anciens collaborateurs de la Seconde Guerre mondiale en Flandre. Un commando VMO (Opération Bréviaire) a affirmé avoir déterré en Autriche le cadavre du prêtre Cyriel Verschaeve, une figure de proue de la collaboration, et l'avoir enterré à nouveau en terre flamande. Le cadavre de Staf Declercq, l'ancien chef de la Ligue nationale flamande (Operation Delta), et Anton Mussert, l'ancien chef néerlandais (Operation Wolfsangel), ont également été déterrés et inhumés en Flandre.

## La fin du VMO
En 1981, 109 membres VMO ont été condamnés par la cour d'Anvers à l’emprisonnement. En 1983, le VMO a été condamné en tant que milice privée par la Cour d'appel de Gand et mis hors la loi.
En dépit de ce verdict, le VMO a été considéré comme actif et opérationnel jusqu'à la fin des années 1980, lorsque plusieurs organisations similaires ont été créées pour remplacer le VMO. Les deux successeurs les plus connus du VMO sont le Groupe Odal et le Voorpost.